# گریز (فیلم ۱۹۴۱)
«گریز» (انگلیسی: The Getaway) فیلمی در ژانر جنایی و درام است به کارگردانی ادوارد بازل که در سال ۱۹۴۱ منتشر شد. از بازیگران آن می‌توان به رابرت استرلینگ اشاره کرد.

## بازیگران
- رابرت استرلینگ
- دانا رید
- هنری اونیل
- دن دیلی
- گرانت ویثرز
- جو یول
- فرانک هاگنی